# مسروق بن اجدع
مسروق بن اجدع (؟ -۶۸۲م) فقیه، مفسر، قاضی، محدث و تابعی کوفی بود.